# Elżbieta z Saksonii-Altenburg (1826–1896)
Elisabeth Pauline Alexandrine (ur. 26 marca 1826 w Hildburghausen, zm. 2 lutego 1896 w Oldenburgu) – od 12 listopada 1826 księżniczka Saksonii-Altenburg (wcześniej Saksonii-Hildburghausen); od śmierci teścia wielkiego księcia Augusta 27 lutego 1853 wielka księżna Oldenburga. Pochodziła z rodu Wettynów.
Była córką księcia Saksonii-Altenburg Józefa i jego żony księżnej Amelii.
10 lutego 1852 w Hildburghausen poślubiła przyszłego wielkiego księcia Oldenburga Piotr II. Para miała troje dzieci:
- Fryderyka Augusta II (1852–1931), ostatniego wielkiego księcia Oldenburga
- księcia Jerzego Ludwika (1855–1939)
- córkę (1857–1857)